# Gabriel Matzneff
Gabriel Matzneff (Neuilly-sur-Seine, Altos del Sena, 12 de agosto del 1936) es un pederasta y escritor francés.Autor prolífico que publicó unos cincuenta libros, gran parte de ellos sobre los abusos a menores que cometía y recibió numerosos premios literarios entre ellos los premios Mottart (1987) y Amic (2019) de la Academia Francesa en 1987 y el premio Renaudot de ensayo de 2013. 
A fines de 2019, el anuncio de la publicación de un libro testimonial de Vanessa Springora, que tenía catorce años cuando el escritor empezó a tener relaciones sexuales con ella, desató una polémica sobre la tolerancia de los círculos culturales, políticos de izquierda, policiales, judiciales y mediáticos hacia el escritor, ante hechos que apuntaban a conductas de abuso a menores. Este hecho, seguido de otros testimonios y revelaciones, propició la apertura de dos procesos judiciales en su contra y el cese de la comercialización de algunas de sus obras recién en 2020.

## Biografía
Matzneff nació en una familia rusa emigrada a Francia tras la Revolución de 1917. Sus padres se divorciaron durante su primera infancia y sus primeros años transcurren entre tensiones familiares y la Segunda Guerra Mundial.
A partir de 1954, estudia literatura clásica en la Sorbona, donde también sigue cursos de filosofía, sobre todo los de Jankélévitx y Deleuze, mientras estudia ruso en el Institut national des langues et civilisations orientales.
En 1957 conoce a Henry de Montherlant, del cual se hace amigo íntimo y fiel, a pesar de sus disputas intermitentes, hasta el suicidio de este último, en 1972. Fue él el responsable de esparcir sus cenizas, junto a su albacea, Jean-Claude Barat, sobre el foro romano y el Tíber.
En 1959 se marcha a la Argelia francesa para estudiar epigrafía latina. El 6 de noviembre de 1959 se incorpora a un regimiento de infantería colonial. Sus compañeros le apodaron «Gab la Rafale», puesto que destacó con la ametralladora. Cuando vuelve a París, en 1961, empieza a publicar textos en algunas revistas (como la revista de teología ortodoxa Contacts o La Table rondo) y en el diario Combat, cuyo director, Philippe Tesson, acaba proponiéndole, en octubre de 1962, de escribir una crónica cada jueves.
A partir de entonces no deja de colaborar con numerosos medios de comunicación, de tendencias políticas muy diversas: Aux Écoutes, Notre République, La Nation française, Pariscope, Las Nouvelles littéraires, Matulu, Le Nouvel Adam, Le Quotidien de Paris, Le Figaro, Le Monde, Impact Médecin, La Revue des Deux Mondes, Newmen, L'Idiot international, Le Choc du mois. Todavía hoy escribe para La Revue Littéraire, L'Indépendance, Éléments y La Presse littéraire.
En 1974, Matzneff publicó Les moins de seize ans (Los menores de dieciséis años), un panfleto donde exalta el amor por los adolescentes y en cierto casos los niños prepúberes y donde llega a rememorar relaciones amorosas con chicos y chicas de doce años.
En 1964 participó en la creación del Comité de coordinación de los jóvenes ortodoxos. Será responsable, también, de la puesta en marcha del programa de televisión Orthodoxie, del cual será coproductor hasta 1972, año en el cual, debido a su divorcio de Tatiana (con la cual se casó el 1970), entró en una crisis religiosa que lo hizo abandonar estos cargos. Conoció a Hergé en diciembre del mismo año.
Su primer libro, Le Défi, una compilación de ensayos, apareció en 1965. Su primera novela, L'Archimandrite, que empezó a escribir durante el servicio militar, apareció en 1966.
En 1977 se publica en Le Monde una carta abierta en favor de la despenalización de las relaciones sexuales entre menores y adultos, titulada "A propósito de un proceso" que firmaron y apoyaron eminentes intelectuales, psicoanalistas y filósofos de renombre, escritores en lo más alto de su carrera, en su mayoría de izquierdas. Entre estos autores se encuentra Simone de Beauvoir y Jean-Paul Sartre entre otros. Según Vanessa Springora, hubo que esperar hasta el 2013 para saber que Matzneff fue el promotor de esa carta abierta. Lo que desveló que los algunos de los firmantes de esas cartas como Beauvoir y Jean-Paul Sartre también participaban de relaciones sexuales con menores: pederastia. En el caso de Beauvoir es conocida su expulsión del centro educativo donde trabajaba impartiendo clases por sus relaciones sexuales con menores.

## Acusaciones públicas de abuso a menores
Matzneff fue acusado a finales de 2019 de pedofilia por la editora Vanessa Springora, autora de Le consentement, en el que explica cómo Matzneff la sedujo cuando tenía catorce años y «cómo ejerció sobre ella la influencia de un “gurú”, utilizándola, manipulándola, convertida en “muñeca” de sus caprichos íntimos».  El libro fue publicado por la editorial Gallimard pocos días después de que la fiscalía de París abriera una investigación al escritor por una presunta violación de una menor de quince años.
El 2 de abril de 2020, por otro lado, Francesca Gee explicaba la relación traumática de tres años con Matzneff cuando ella tenía quince años y cómo él usó su rostro adolescente en la portada de la novela y cartas que ella había escrito sin haberle preguntado ni informarla. Gee, de sesenta y dos años, contactó con el The New York Times tras la publicación de un artículo en el que explicaba que Matzneff había tenido relaciones con adolescentes.
También se ha denunciado la complicidad de las élites literarias y políticas parisinas de los años 80 y 90, que aplaudieron «el arte de amar» del escritor, que hacía gala de seducir a numerosos chicos y chicas de diez a quince años.
Bernard Pivot, uno de los críticos literarios más influyentes en 1990, entrevistó a Matzneff en su programa de televisión Apostrophes, invitándolo a contar sus «artes de la seducción» con niños y niñas de diez a quince años, explicando Matzneff entre risas «cómo solo “tenía éxito” con chicos y chicas muy menores de edad». Décadas después del debate, ya jubilado, explicó: «Por aquellos años, la literatura era más importante que la moral». 
Matzneff, además de vivir de su leyenda, sobrevivió con los privilegios materiales de ayudas para su piso de alquiler y rentas en forma de pensiones complementarias. Tras las acusaciones, Franck Riester, ministro de Cultura, pidió a sus servicios estudiar la situación de eventuales privilegios de los que se ha beneficiado el escritor, que pudieran serle retirados.

### Consecuencias
El 23 de julio de 2020, Christophe Girard, adjunto de Anne Hidalgo como responsable de cultura del Ayuntamiento de París, puesto que asumía desde 2001, dimitió tras una manifestación frente al Ayuntamiento denunciando su apoyo a Gabriel Matzneff en la época  como secretario general de la casa Yves Saint Laurent. En los años 1980 apoyó financieramente al escritor, apoyo por el que prestó testimonio ante la policía judicial. En agosto de 2020 la Fiscalía de París abrió una investigación preliminar contra el propio Christophe Girard por violación a un joven tunecino cuando este tenía quince años.
En marzo de 2021, en un ensayo literario titulado La Petite Fille et le Vilain Monsieur, Lisi Cori analiza El Consentimiento a la luz de los escritos de Gabriel Matzneff.

## Obras
Diarios íntimos
El título original de la serie, hasta el 2009, fue Journal, tanto en ediciones de la Table Ronde, de 1976 a 1991, como Gallimard, de 1990 a 2007. Según el catálogo general de la Biblioteca Nacional de Francia, a partir de 2009, con la publicación en Ediciones Léo Scheer, se habría adoptado un nuevo título para el conjunto: Carnets noirs.
- Cette camisole de flammes : 1953-1962, Edicions de la Table Ronde, París, 1976, 262 p..
- L'Archange aux pieds fourchus : 1963-1964, edicions de la Table Ronde, París, 1982, 233 p., ISBN 2-7103-0133-4.
- Vénus et Junon : 1965-1969, Éditions de la Table Ronde, París, 1979, 307 p., ISBN 2-7103-0012-5.
- Élie et Phaéton : 1970-1973, Éditions de la Table Ronde, París, 1991, 386 p., ISBN 2-7103-0470-8.
- La Passion Francesca : 1974-1976, Éditions Gallimard, col., Paris, 1998, 339 p., ISBN 978-2-07-075221-8.
- Un galop d'enfer : 1977-1978, Éditions de la Table ronde, Paris, 1985, 294 p., ISBN 2-7103-0250-0.
- Les Soleils révolus : 1979-1982, Gallimard, col., París, 2001, 544 p., ISBN 978-2-07-076027-5.
- Mes amours décomposés : 1983-1984, Gallimard, col., Paris, 1990, 381 p., ISBN 978-2-07-071802-3.
- Calamity Gab : janvier 1985-avril 1986, Gallimard, col., París, 2004, 361 p., ISBN 978-2070732654.
- La Prunelle de mes yeux : 1986-1987, Gallimard, col., París, 1993, 337 p., ISBN 978-2-07-073174-9.
- Les demoiselles du Taranne : 1988), Gallimard, col., París, 2007, 396 p., ISBN 978-2-07-078399-1.
- Carnets noirs 2007-2008, Éditions Léo Scheer, París, 2009, 512 p., ISBN 978-2756101811.

Novelas
- L'Archimandrite, Édicions de la Table Ronde, París, 1966, 222 p., ISBN 978-2-7103-2829-2.
- Nous n'irons plus au Luxembourg, edicions de la Table ronde, París, 1972 (primera edició), 245 p..
- Isaïe réjouis-toi, Édicions de la Table Ronde, París, 1974, 251 p..
- Ivre du vin perdu, Édicions de la Table Ronde, París, 1981, 323 p., ISBN 2-7103-0065-6.
- Harrison Plaza, Édicions de la Table Ronde, París, 1988, 235 p., ISBN 2-7103-0352-3.
- Les Lèvres menteuses, edicions de la Table Ronde, París, 1992, 207 p., ISBN 2-7103-0527-5.
- Les Aventures de Nil Kolytcheff, Éditions Jean-Claude Lattès, col., París, 1994, 805 p.. — Inclou les novel·les: Isaïe réjouis-toi, Ivre du vin perdu i Harrison Plaza.
- Mamma, li Turchi !, Éditions de la Table Ronde, París, 2000, 271 p., ISBN 2-7103-0984-X.
- Voici venir le Fiancé, Éditions de la Table Ronde, París, 2006, 313 p., ISBN 978-2-7103-2709-7.
- Les Emiles de Gab la Rafale, roman électronique, París, Éditions Léo Scheer, 2010, ISBN 978-2756102641

Ensayos
- Le Défi, éditions de la Table ronde, Paris, 1965. Nova edició, revisada i ampliada, edicions de la Table ronde, París, 1977, 207 p..
- La Caracole, éditions de la Table ronde, París, 1969
- Les Moins de seize ans, éditions Julliard, coll., París, 1974 (primera edició), 125 p..
- Les Passions schismatiques, éditions Stock, coll., París, 1977 160 p., ISBN 2-234-00771-2.
- La Diététique de Lord Byron, éditions de la Table ronde, París, 1984, 215 p., ISBN 2-7103-0185-7
- Le Sabre de Didi : pamphlet, éditions de la Table ronde, París, 1986, 266 p., ISBN 2-7103-0298-5. — Edició revisada i ampliada de La Caracole. — Recull de textos de diverses procedències, apareguts entre 1963 i 1986.
- Le Taureau de Phalaris : dictionnaire philosophique, éditions de la Table ronde, Paris, 1987, 300 p., ISBN 2-7103-0313-2. Reedició el 1994 a la col·lecció.
- Maîtres et complices, éditions Jean-Claude Lattès, París, 1994, 313 p., ISBN 2-7096-1485-5. — Réédition : coll..
- Le Dîner des mousquetaires, éditions de la Table ronde, Paris, 1995, 408 p., ISBN 2-7103-0686-7. — Recull d'articles de diverses procedències, apareguts entre 1961 i 1993.
- De la rupture, éditions Payot & Rivages, coll., Paris, 1997, 167 p., ISBN 2-228-89070-7.
- C'est la gloire, Pierre-François !, éditions de la Table ronde, Paris, 2002, 284 p., ISBN 2-7103-2479-2.
- Yogourt et yoga, éditions de la Table ronde, coll., Paris, 2004, 267 p., ISBN 978-2-7103-2671-7.
- Vous avez dit métèque ?, éditions de la Table ronde, París, 2008, 415 p., ISBN 978-2-7103-3087-5.

Narrativa
- Le Carnet arabe, éditions de la Table ronde, París, 1971, 231 p..
- Comme le feu mêlé d'aromates : récit, éditions de la Table ronde, París, 1989, 176 p., ISBN 2-7103-1168-2}.
- Boulevard Saint-Germain, éditions du Rocher, coll., Mònaco i París, 1998, 194 p., ISBN 2-268-03059-8.

Poesía
- Douze poèmes pour Francesca, éditions A. Eibel, coll. 5, Lausanne, 1977, 41 p., ISBN 2-8274-0010-3.
- Super Flumina Babylonis : poèmes, éditions de la Table ronde, París, 2000, 97 p., ISBN 2-7103-0959-9}.